# Irlandia na Mistrzostwach Świata w Lekkoatletyce 2009
Irlandia na Mistrzostwach Świata w Lekkoatletyce 2009 – reprezentacja Irlandii podczas czempionatu w Berlinie liczyła 14 zawodników. Jedyny medal (srebrny) zdobyła Olive Loughnane w chodzie na 20 km. Poza tym zawodnicy z Irlandii zajęli 2 miejsca punktowane w finałach.

## Medale
- Olive Loughnane –  srebrny medal w chodzie na 20 km

## Występy reprezentantów Irlandii

### Mężczyźni
| Konkurencja    | Zawodnik         | Eliminacje | Eliminacje | Ćwierćfinał | Ćwierćfinał | Półfinał      | Półfinał      | Finał         | Finał         |
| Konkurencja    | Zawodnik         | Wynik      | Poz.       | Wynik       | Poz.        | Wynik         | Poz.          | Wynik         | Poz.          |
| -------------- | ---------------- | ---------- | ---------- | ----------- | ----------- | ------------- | ------------- | ------------- | ------------- |
| Bieg na 200 m  | Paul Hession     | 20,68      | 5.         | 20,48       | 7.          | 20,48         | 10.           | Nie awansował | Nie awansował |
| Bieg na 400 m  | David Gillick    | 45,54      | 12.        |             |             | 44,88         | 6.            | 45,53         | 6.            |
| Bieg na 800 m  | Thomas Chamney   | 1:48,09    | 28.        |             |             | Nie awansował | Nie awansował | Nie awansował | Nie awansował |
| Bieg na 1500 m | Thomas Chamney   | 3:42,54    | 18.        |             |             | Nie awansował | Nie awansował | Nie awansował | Nie awansował |
| Bieg na 5000 m | Alistair Cragg   | 13:46,34   | 27.        |             |             |               |               | Nie awansował | Nie awansował |
| Chód na 20 km  | Robert Heffernan |            |            |             |             |               |               | 1;22:09 SB    | 15.           |
| Chód na 50 km  | Jamie Costin     |            |            |             |             |               |               | NU            |               |
| Chód na 50 km  | Colin Griffin    |            |            |             |             |               |               | NU            |               |

### Kobiety
| Konkurencja                   | Zawodniczka       | Eliminacje | Eliminacje | Półfinał       | Półfinał       | Finał          | Finał          |
| Konkurencja                   | Zawodniczka       | Wynik      | Poz.       | Wynik          | Poz.           | Wynik          | Poz.           |
| ----------------------------- | ----------------- | ---------- | ---------- | -------------- | -------------- | -------------- | -------------- |
| Bieg na 1500 m                | Deirdre Byrne     | 4:12,19    | 31.        | Nie awansowała | Nie awansowała | Nie awansowała | Nie awansowała |
| Bieg na 100 m przez płotki    | Derval O’Rourke   | 12,86 SB   | 10.        | 12,73 SB       | 7.             | 12,67 NR       | 4.             |
| Bieg na 400 m przez płotki    | Michelle Carey    | 56,91      | 25.        | Nie awansowała | Nie awansowała | Nie awansowała | Nie awansowała |
| Bieg na 3000 m z przeszkodami | Roisin McGettigan | 9:59,10    | 39.        |                |                | Nie awansowała | Nie awansowała |
| Chód na 20 km                 | Olive Loughnane   |            |            |                |                | 1:26:58 SB     | 2.             |

| Konkurencja | Zawodniczka     | Kwalifikacje | Kwalifikacje | Finał          | Finał          |
| Konkurencja | Zawodniczka     | Wynik        | Poz.         | Wynik          | Poz.           |
| ----------- | --------------- | ------------ | ------------ | -------------- | -------------- |
| Skok wzwyż  | Deirdre Ryan    | 1,85         | 31.          | Nie awansowała | Nie awansowała |
| Rzut młotem | Eileen O’Keeffe | 63,20        | 35.          | Nie awansowała | Nie awansowała |